# Omocrates modestus
Omocrates modestus är en skalbaggsart som beskrevs av Louis Albert Péringuey 1902. Omocrates modestus ingår i släktet Omocrates och familjen Melolonthidae. Inga underarter finns listade i Catalogue of Life.